# SmartFresh
SmartFresh (SmartFresh Quality System) jest nazwą handlową preparatu chemicznego zawierającego syntetyczny regulator wzrostu i rozwoju roślin - 1-metylcyklopropen (1-MCP). Produkt jest produkowany przez AgroFresh Inc. Stosowanie 1-MCP jako substancji wydłużającej trwałość produktów spożywczych zostało zatwierdzone przez Komisję Europejską w 2005 roku.

## Mechanizm działania
Jest to preparat służący do blokowania receptorów etylenu w komórkach roślin i spowalniania procesów dojrzewania. Produkowany przez rośliny (głównie owoce) etylen występuje powszechnie w niewielkich ilościach i oddziałuje jako substancja śladowa na rośliny, stymulując bądź regulując wiele procesów biochemicznych, takich jak dojrzewanie owoców, otwieranie kwiatów czy zrzucanie liści.